# Stazione di Coleraine
La stazione di Coleraine ( in inglese britannico Coleraine railway station) è una stazione ferroviaria che fornisce servizio a Coleraine e dintorni, contea di Derry, Irlanda del Nord. Attualmente l'unica linea che vi passa è la Belfast-Derry. La stazione fu aperta il 4 dicembre 1855 e chiusa al traffico di merci il 4 gennaio 1965.

## Treni
Dal settembre 2009, da lunedì a sabato c'è un treno ogni due ore, per direzione, verso o la stazione di Belfast Great Victoria Street o quella di Londonderry, con servizi aggiuntivi durante le ore di punta. Ci sono cinque treni giornalieri per direzione durante la domenica. Tutti i servizi sono forniti dall'operatore ferroviario nordirlandese, la Northern Ireland Railways. Per Portrush c'è un treno all'ora per direzione, con incrementi durante le ore di punta, mentre la domenica ci sono due servizi all'ora.

## Servizi ferroviari
- Belfast-Derry
- Coleraine-Portrush

## Servizi
- Biglietteria self-service
- Capolinea autolinee extraurbane
- Sottopassaggio
- Servizi igienici